# Остап Бандура
«Остап Бандура» — український радянський кінофільм 1924 року режисера Володимира Гардіна про долю молодого українського селянина, який став учасником революційної боротьби. Перша кінокартина знята за оригінальним українським сценарієм. Фільм знятий на Першій та Другій кінофабриках ВУФКУ (Одеса, Ялта).
Фільм вважається втраченим.

## Сюжет
Остап Бандура, який з юних років пізнав жорстокість поміщиків-експлуататорів, бідність і безправ'я, у в'язниці й на засланні проходить свої «університети». Дружба, що виникла з більшовиком-робітником, Онисимом, допомагає йому стати справжнім революціонером. А в роки громадянської війни Остап стає бойовим командиром і на чолі кавалерійських загонів Червоної Армії громить білогвардійців. Потім Остап закохується в онуку поміщика — Юлію, якій він врятував життя. Але невдячна і зарозуміла красуня виходить заміж за генерала Корнягіна. Зрештою Остапу вдається побороти свою любов, він повертається до сільської дівчини Марійки.

## У ролях
- Іван Капралов —  Остап Бандура
- Ольга Бистрицька —  Марійка
- Лідія Іскрицька-Гардіна —  Юлія Чапигіна
- Борис Чуєвський —  поміщик
- Микола Панов —  генерал Корнягін
- Марія Заньковецька —  мати
- Василь Василенко —  батько Остапа
- Василь Ковригін —  Савко, дід Остапа
- Ніна Зубова —  бабка Остапа
- Микола Уліх —  батько Юлії
- Володимир Лисовський — піп
- Дмитро Ердман —  Онисим, робітник
- Дмитро Капка —  селянин
- Теодор Брайнін —  селянин
- Лео Негрі — дід
- Тобілева — попадя
- Дмитро Федоровський — молодий селянин

## Знімальна група
- Режисер — Володимир Гардін
- Сценарист — Михайло Майський
- Оператор — Євген Славинський
- Художник — Іван Суворов